# Mask (album, Bauhaus)
Mask je druhé studiové album britské gothic rockové skupiny Bauhaus. Jeho nahrávání probíhalo ve studiích Playground Studios a Jam Studios v Londýně. Album si produkovala skupina sama a vyšlo v říjnu 1981 u vydavatelství Beggars Banquet Records. Autorem obalu alba je kytarista skupiny Daniel Ash.

## Seznam skladeb
Všechny skladby napsali členové skupiny Bauhaus (Daniel Ash, David J, Kevin Haskins, Peter Murphy).
| Pořadí | Název                       | Délka |
| ------ | --------------------------- | ----- |
| 1.     | Hair of the Dog             | 2:43  |
| 2.     | The Passion of Lovers       | 3:53  |
| 3.     | Of Lilies and Remains       | 3:18  |
| 4.     | Dancing                     | 2:29  |
| 5.     | Hollow Hills                | 4:47  |
| 6.     | Kick in the Eye             | 3:39  |
| 7.     | In Fear of Fear             | 2:58  |
| 8.     | Muscle in Plastic           | 2:51  |
| 9.     | The Man with the X-Ray Eyes | 3:05  |
| 10.    | Mask                        | 4:36  |

## Obsazení
- Peter Murphy – zpěv, kytara
- Daniel Ash – kytara, saxofon
- David J – baskytara, pěv
- Kevin Haskins – bicí, perkuse